# Rockford (Minnesota)
Rockford – miasto w Stanach Zjednoczonych, w stanie Minnesota, w hrabstwie Wright.